# Valentina Lalenkovová
Valentina Nikolajevna Lalenkovová (rusky Валентина Николаевна Лаленкова; * 21. ledna 1957 Sverdlovsk, Ruská SFSR), rozená Goloveňkinová (rusky Головенькина), je bývalá sovětská rychlobruslařka.
V roce 1976 startovala na juniorském světovém šampionátu, v následujících letech již závodila v seniorských závodech. Zúčastnila se Zimních olympijských her 1980 (1000 m – 11. místo, 3000 m – 17. místo). První medaili, bronzovou, získala na Mistrovství světa ve víceboji 1983. V následující sezóně vybojovala stříbrné medaile na vícebojařském Mistrovství Evropy i na sprinterském světovém šampionátu. Startovala také na ZOH 1984 (1000 m – 4. místo, 1500 m – 6. místo, 3000 m – 8. místo). Sportovní kariéru ukončila po sezóně 1984/1985.
Jejím synem je rychlobruslař Jevgenij Lalenkov.